# Francisco de Assis Filho
Francisco de Assis Filho (Florianópolis, 15 de fevereiro de 1951) é um engenheiro e político brasileiro.

## Vida
Filho de Francisco de Assis e de Maria de Lourdes da Silveira de Assis, estudou no tradicional Colégio Catarinense de Florianópolis e se diplomou em engenharia civil pela Universidade Federal de Santa Catarina.

## Política
Iniciou sua vida profissional como assessor técnico da Associação de Municípios da Grande Florianópolis. Em 1977, elegeu-se vereador de Florianópolis pela ARENA.
Deixou a Câmara Municipal de Florianópolis para ocupar a Secretaria de Estado da Casa Civil durante o governo de Esperidião Amin (PDS), o que lhe rendeu, na eleição municipal de Florianópolis em 1985, o apoio do grupo de Amin para concorrer ao cargo prefeito pelo PDS – porém sem êxito.
Foi deputado na Assembleia Legislativa de Santa Catarina em sua 10ª legislatura (1983 — 1987), eleito pelo PDS.
Durante a gestão da prefeita Ângela Amin (PP), foi nomeado para a Secretaria Municipal de Transportes e Obras.

## Figueirense Futebol Clube
Francisco de Assis Filho também é conhecido pelo seu envolvimento na administração do Figueirense Futebol Clube. Assis presidiu a associação esportiva durante alguns de seus momentos econômicos mais sensíveis, o que culminou na rescisão contratual com uma grande patrocinadora. Além disso, a presidência de Assis também teve de lidar com uma mobilização de 9 jogadores do clube, que reclamavam encargos trabalhistas e direitos de imagem em atraso.